# Agathia conjunctiva
Agathia conjunctiva là một loài bướm đêm trong họ Geometridae.